# Colonie de la rivière Rouge
La colonie de la rivière Rouge (en anglais : Red River Colony ou Selkirk Settlement) était un projet de colonisation imaginé par Thomas Douglas, 5e comte de Selkirk en 1811 sur un territoire de 300 000 km2 que lui avait accordé la Compagnie de la Baie d'Hudson selon les termes de la « Selkirk Concession ». La colonie établie le long de la Rivière sera un échec. Des changements dans le développement territorial du Canada au XIXe siècle font de la colonie le centre de l'actuelle province du Manitoba, bien qu'une grande partie de son territoire d'origine se trouve aujourd'hui aux États-Unis.

## Histoire

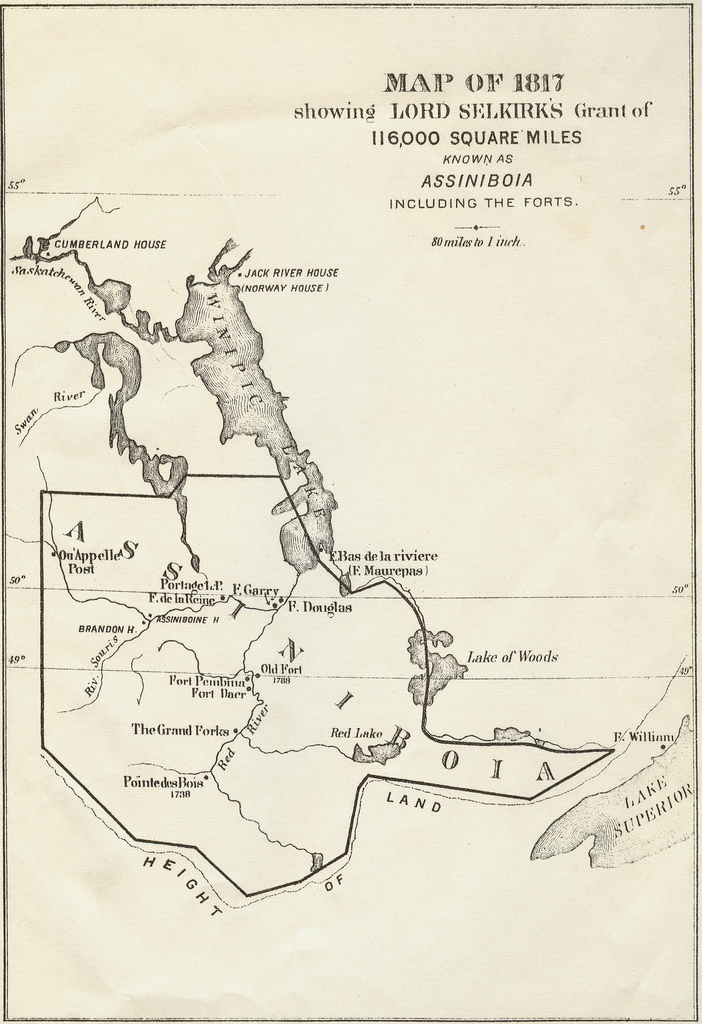
Assiniboia.

Selkirk s'intéresse à l'idée de coloniser la région après avoir lu le livre, publié en 1801 par Alexander Mackenzie sur ses aventures dans l'actuel Ouest canadien. À cette époque, l'Écosse est en proie à des tensions sociales dues à l'introduction de l'élevage ovin et les Highland et Lowlands laissent un certain nombre d'Écossais démunis. Selkirk, voulant leur offrir de refaire leur vie dans cette colonie, l'appelle Assiniboia.
Il fait l'acquisition d'une part majoritaire dans la Hudson's Bay Company et organise la concession du terrain. Son objectif est de prendre le contrôle de la région, que convoitait également sa rivale, la Compagnie du Nord-Ouest, basée à Montréal. Une fois cette colonie fondée, les trappeurs Métis approvisionnant les marchands de fourrure de la compagnie du Nord-Ouest, les « Nor'Westers », n'auraient plus accès aux zones plus à l'ouest.
La concession du terrain, connue sous le nom de « Selkirk's Grant », comprenait une partie de la Terre de Rupert ou le bassin versant de la baie d'Hudson bordé au nord-est par la rivière à la Pluie, le lac des Bois, la rivière Winnipeg et le lac Winnipeg, au nord entre le lac Winnipeg et le lac Winnipegosis par une ligne à 52°30′N de latitude, au nord-ouest par le parallèle 52°N entre le lac Winnipegosis et la rivière Assiniboine, enfin à l'ouest par une ligne allant de l'intersection entre la rivière Assiniboine et le parallèle 52°N descendant au sud jusqu'à la frontière méridionale de la Terre de Rupert. Ce territoire couvrait une partie de l'actuel sud-Manitoba, le nord-est du Dakota du Nord, le nord-ouest du Minnesota, ainsi qu'une petite partie à l'est de la Saskatchewan, au nord-ouest de l'Ontario, et au nord-ouest du Dakota du Sud,
Il envoie un petit groupe d’Écossais dans la région en 1811, mais ces derniers sont contraints de passer l'hiver à York Factory. Ils finissent par arriver sur place en 1812, ils construisent Fort Douglas, mais lorsqu'ils eurent terminé, la saison des récoltes était passée. Les colons se mirent en hâte à la chasse au bison afin de passer un nouvel hiver.
Lorsque le printemps suivant arrive et que des plantations sont lancées, ces derniers se rendent compte que les rendements sont inférieurs à ceux escomptés. Pour remédier à ce manque de vivres, Selkirk doit interdire formellement l'exportation de nourriture à partir de la colonie. Il est possible que cette décision ait aussi été prise afin d'empêcher les Nor'Westers de venir se ravitailler en vivres à proximité. Quoi qu'il en soit, cette décision déclenche la guerre du pemmican. Les Nor'Westers, dont le commerce dépendait du pemmican qui leur était fourni par les Métis, sont si révoltés qu'ils détruisent Fort Douglas et brûlent tous les bâtiments environnants. Le fort sera par la suite reconstruit et les relations s'apaiseront pendant un temps.
Selkirk a vent de ces tensions et envoie en 1816 un nouveau gouverneur, Robert Semple, afin de les apaiser. Lorsque ce dernier lit une proclamation ordonnant la fin des combats, la bataille de la Grenouillère (Battle de Seven Oaks) éclate, Fort Douglas est détruit une deuxième fois et les colons sont chassés de leurs terres. Selkirk décide alors d'envoyer une force d'environ 100 miliciens, pour la plupart des vétérans issus du défunt régiment de Meuron, afin de ramener la paix et éventuellement de devenir eux-mêmes des colons, capturant par la même occasion l'établissement de Fort William, appartement à la Compagnie du Nord-Ouest. Sur place, Selkirk fait arrêter un nombre important de dirigeants de la Compagnie du Nord-Ouest, parmi lesquels son directeur général, William McGillvray. Ces actions laissent Selkirk au bord de la banqueroute. Les deux compagnies sont contraintes à fusionner en 1821, mettant un terme à leur affrontement.
Le traité de 1818 fixe la frontière entre les États-Unis et l'Amérique du Nord britannique le long du 49e parallèle nord depuis lac des Bois jusqu'aux « Stony Mountains » (aujourd'hui connues sous le nom des montagnes Rocheuses). Ainsi, la partie sud de la zone octroyée à Selkirk revint aux États-Unis.

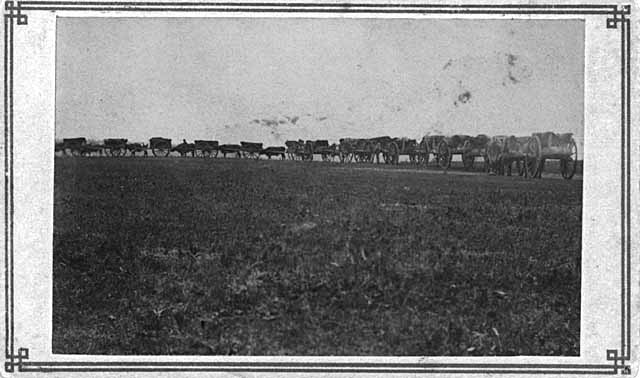
Caravane de charrettes tirées par des bœufs sur la piste de la rivière Rouge.

La colonie ne sera jamais un succès en matière d'agriculture, mais la promesse de terres gratuites attirait de nouveaux colons chaque année.
En 1841, James Sinclair guide 200 colons depuis la colonie de la rivière Rouge vers l'ouest dans une tentative de réclamer la propriété du Columbia District pour l'Angleterre. L'expédition traverse les montagnes Rocheuses  à travers la vallée du Columbia, près de l'actuel Radium Hot Springs, en Colombie-Britannique; avant de faire route vers le sud. Malgré ces efforts, l'Angleterre finira par céder toutes les terres au sud du 49e parallèle à l'ouest des Rocheuses en guise de résolution du litige sur la frontière de l'Oregon.
Dans les années 1850, la Compagnie de la Baie d'Hudson cesse d'offrir des terres aux colons désireux de s'installer. Dans les années 1860, le nombre de Métis est 10 fois plus grand que le nombre d’Écossais et les autres européens (anglais, canadien-français), et 20 fois plus grand que le nombre d'autochtones (9 800 Métis, 1 600 européens, 560 autochtones selon le recensement de 1870). Presque la moitié des métis sont francophones et catholiques, l'autre anglophone, protestante avec une forte influence écossais qui peut se voir dans la langue créole Bungi (ne doit pas se confondre avec le métchif). Ce qui débouche sur une seconde période d'agitation entre 1869 et 1870 appelé rébellion de la rivière Rouge, qui débouche sur la création du Manitoba.

### Annexion proposée
À la fin de la Guerre de sécession, les Américains accusent les Britanniques d'avoir prolongé la guerre en soutenant les Confédérés. Les Américains tolèrent donc les Raids féniens, qui utilisent les États-Unis comme base arrière pour attaquer les établissements britanniques du Canada. Plus grave encore est la demande de dédommagement colossale pour couvrir les dégâts causés pendant la guerre.
Le sénateur Charles Sumner, président du Senate Foreign Relations Committee (Comité des Relations Internationales du Sénat), propose à l'origine de demander une réparation de 2 milliards de dollars ou la cession de tout le territoire du Canada aux États-Unis. Lorsque le Secrétaire d’État ,William H. Seward. négocie l'achat de l'Alaska en 1867, il considère cette action comme un premier pas d'un plan plus global destiné à s'assurer le contrôle de toute la côte nord-ouest du Pacifique. Seward était un ferme partisan de la Destinée manifeste, notamment pour les avantages commerciaux que l'annexion procurerait aux États-Unis. Seward s'attendait à ce que la Colombie-Britannique demande l'annexion aux États-Unis et pensait que la Grande-Bretagne pourrait accepter cet échange si ses revendications territoriales en Alabama étaient satisfaites. Bientôt. d'autres éléments vinrent renforcer le schéma de l'annexion; le plan consistait à annexer la Colombie-Britannique, la colonie de la rivière Rouge (Manitoba) et la Nouvelle-Écosse, en échange de l'abandon de la demande de dédommagement.
L'idée se répand au printemps et à l'été 1870, parmi les expansionnistes américains, les séparatistes canadiens, et les anti-impérialistes britanniques, qui combinent leurs forces jusqu'à ce que le plan soit finalement abandonné pour de multiples raisons. Le gouvernement britannique ne montait pas d'empressement à régler ce différend, et les groupes commerciaux et financiers américains pressaient Washington à opter pour une solution rapide du différend sur la base d'un règlement financier. En outre, l'émergence d'un sentiment nationaliste canadien en Colombie-Britannique appelait à rester à l'intérieur de l'Empire britannique, et le Congrès était surtout préoccupé de la reconstruction du pays, la plupart des Américains ne montrant que peu d'intérêt dans l'expansion territoriale. Le différend sur les « Alabama Claims » est soumis à ce qui est l'un des premiers cas majeurs d'arbitrage, le tribunal en 1872 allant en faveur des revendications américaines et ordonnant à la Grande-Bretagne le paiement de 15,5 millions de dollars. La Grande-Bretagne paie, et les tensions cesent, permettant aux deux pays de nouer de solides relations,.

## Gouverneurs de la colonie de la rivière Rouge
| Date d'exercice               | Gouverneur                  |
| ----------------------------- | --------------------------- |
| Août 1812 – juin 1815         | Miles MacDonell             |
| Juin 1815 – juin 1816         | Robert Semple               |
| Août 1816 – juin 1822         | Alexander MacDonell         |
| Juin 1822 – juin 1823         | Andrew Bulger               |
| Juin 1823 – juin 1825         | Robert Parker Pelly         |
| Juin 1825 – juin 1833         | Donald Mackenzie            |
| Juin 1833 – juin 1839         | Alexander Christie          |
| Juin 1839 – juin 1844         | Duncan Finlayson            |
| Juin 1844 – juin 1846         | Alexander Christie          |
| Juin 1846 – juin 1847         | John Folliott Crofton       |
| Juin 1847 – juin 1848         | J. Griffiths                |
| Juin 1848 – juin 1855         | William Bletterman Caldwell |
| Juin 1855 – septembre 1859    | Francis Godschall Johnson   |
| Septembre 1859 – juillet 1870 | William Mactavish           |